# Charlottenstraße
Charlottenstraße – ulica w Berlinie, w Niemczech, przebiegająca przez dzielnice Mitte w okręgu administracyjnym Mitte i Kreuzberg w okręgu administracyjnym Friedrichshain-Kreuzberg.

## Historia
Odcinek obecnej Charlottenstraße położony na północ od Unter den Linden został wytyczony po 1674 roku i nazywał się Stallstraße – przy ulicy znajdowały się stajnie. Od 1706 roku ulica nosi imię Zofii Charlotty Hanowerskiej, zmarłej rok wcześniej królowej Prus.
Początkowo ulica biegła pomiędzy Behren- i Kochstraße, w 1844 roku została przedłużona do Enckeplatz w 1879 roku magistrat zdecydował o jej przedłużeniu do Georgenstraße.